# 惠頓 (馬里蘭州蒙哥馬利縣)
惠頓（英語：Wheaton）是位於美國馬里蘭州蒙哥馬利縣的一個普查規定居民點。

## 人口
根據2020年美國人口普查的數據，惠頓的面積為17.98平方千米，當中陸地面積為17.87平方千米，而水域面積為0.11平方千米。當地共有人口52150人，而人口密度為每平方千米2,900.44人。